# 瞎子摸人

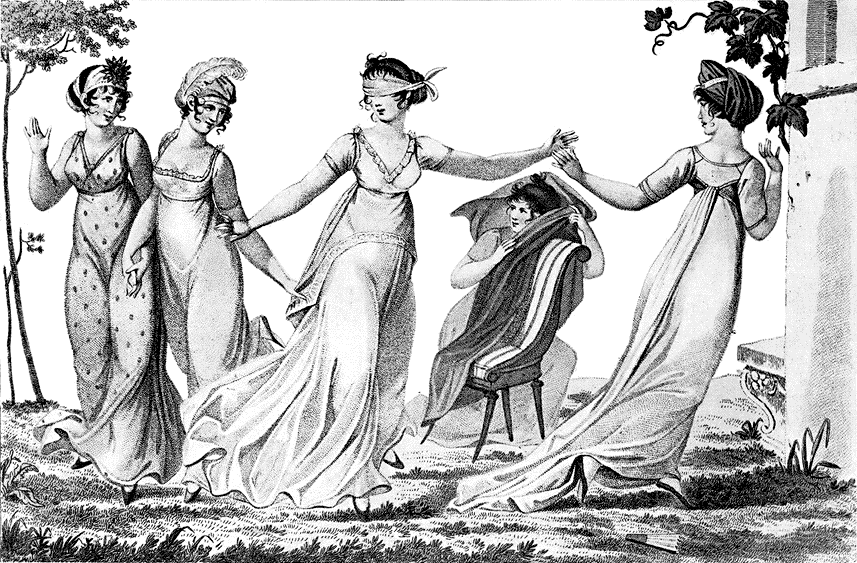
1803年，一群妇女在玩瞎子摸人

瞎子摸人 是一种抓人遊戲，其中負責抓人的人眼睛要蒙住。他要在看不见其他玩家的情况下试图抓住他們，而其他玩家则试图避免被抓住。 而要是有人被抓住，那麼他就要代替抓人的人去抓別人，而原本負責抓人的那個人則要避免自己被抓。